# District de Mount Barker
Le district de Mount Barker (District of Mount Barker) est une zone d'administration locale située à l'est d'Adélaïde en Australie-Méridionale en Australie.
Il est divisé en trois secteurs et élit dix conseillers. 

## Localités
La principale localité du district est Mount Barker. Les autres sont : Blakiston, Brukunga, Bugle Ranges, Callington, Echunga, Hahndorf, Harrogate, Kanmantoo, Littlehampton, Macclesfield, Meadows, Nairne, Prospect Hill, Totness et Wistow. 